# José Augusto Faure da Rosa
José Augusto Faure da Rosa MPVM • ComA • GOA • MOCE (Leiria, Leiria, 16 de novembro de 1873 – 8 de novembro de 1950) foi um militar do Exército Português e espírita português. Na carreira militar atingiu o posto de Coronel.

## Biografia
Frequentou a Escola do Exército e iniciou a carreira militar, sendo promovido a Alferes em 1897. A par das atividades militares, foi ainda professor do liceu, primeiro em Leiria, depois em Lisboa. Dedicou-se ao jornalismo e ao teatro, traduzindo do inglês, em colaboração com Henrique Garland, duas peças de teatro ("Bébé e Tótó", e "A Doença da Mamã").
Serviu no Estado Português da Índia durante 18 anos, onde desempenhou diversos cargos, a saber: Governador de Damão, Chefe do Estado Maior do Quartel General do Governo Geral da Índia, Administrador das matas de Goa, Pargana e Nagar-Aveli, e, neste último território, o de Comandante Militar e Administrador Civil. Nesse período efetuou, com êxito, ensaios da cultura da seringueira e outros estudos através das monografias: "Memória da Cultura da Borracha em Goa" (1908) e "Memória da Ensilagem do Capim, em Goa" (1909). Em 1912 participou da campanha de Timor, tendo comandando a coluna de operações do Oeste.
Em 1920 retornou a Portugal para, em 1922 partir de novo para o Ultramar, desta vez para Moçambique, de onde regressou em 1925. Ali foi nomeado Secretário Geral do Governo de Manica e Sofala, na Beira.
Possuía a Medalha de Prata de Valor Militar com Palma, a Medalha de Ouro de Comportamento Exemplar e a Medalha da Campanha de Timor. Foi Comendador da Ordem Militar de Avis a 24 de Novembro de 1920 e Grande-Oficial da Ordem Militar de Avis a 5 de Outubro de 1926.
Em 1927, então com 54 anos de idade, o falecimento da sua filha mais nova, Noémia, na casa dos vinte anos, levou-o a debruçar-se sobre o estudo da Doutrina Espírita, que não mais abandonou.
Taduziu do francês e publicou "O Além para todas as inteligências" (1935) e "A Metapsíquica e o Espiritismo à luz dos factos" (1942).
Assumiu por diversas vezes o cargo de Presidente da Federação Espírita Portuguesa (FEP). Dirigiu a "Revista de Espiritismo", a "Revista de Metapsicologia", da FEP, o jornal "O Mensageiro Espírita", da mesma instituição, e colaborou com artigos publicados publicados em todas as revistas espíritas portuguesas editadas em sua época, tendo sido ainda um palestrante muito activo.
Um episódio ilustra as suas habilidades como orador: rebatendo o conferencista belga, Pierre Gaumer (Pierre Goemaére?), que atacara o Espiritismo numa palestra no São Luiz Cine, fez uma conferência no Cinema Condes em Lisboa, que redundou em apoteose, com a sala completamente lotada com os mais ilustres nomes da época, onde se contavam advogados, médicos, engenheiros, comerciantes, industriais, artistas, e outros, enquanto ele falava "Em Defesa do Espiritismo"..